# Betty Barclay Cup 2001
Betty Barclay Cup 2001 — жіночий тенісний турнір, що проходив на відкритих кортах з ґрунтовим покриттям Am Rothenbaum у Гамбургу (Німеччина). Належав до турнірів 2-ї категорії в рамках Туру WTA 2001. Відбувсь усімнадцяте і тривав з 1 до 6 травня 2001 року. Перша сіяна Вінус Вільямс здобула титул в одиночному розряді й отримала 90 тис. доларів США.

## Фінальна частина

### Одиночний розряд
Вінус Вільямс —  Меган Шонессі 6–3, 6–0
- Для Вільямс це був 3-й титул за сезон і 25-й — за кар'єру.

### Парний розряд
Кара Блек /  Олена Лиховцева —  Квета Грдлічкова /  Барбара Ріттнер 6–2, 4–6, 6–2
- Для Блек це був 2-й титул за сезон і 3-й — за кар'єру. Для Лиховцевої це був 2-й титул за сезон і 11-й — за кар'єру.